# 도네츠크 인민공화국
도네츠크 인민공화국(러시아어: Донецкая Народная Республика 도네츠카야 나로드나야 레스푸블리카[*], 문화어: 도네쯔크 인민공화국)은 우크라이나 동남부 지역에서 분리 독립을 선포한 미승인 국가였으며, 현재 러시아에 의해 러시아의 연방주체의 하나로 주장되고 있다. 우크라이나 친러시아 분쟁 도중인 2014년 4월 7일에 독립을 선언했으나 일반적으로 러시아의 괴뢰국으로 간주되었다.
도네츠크 인민공화국은 도네츠크주 전체를 지배하는 국가라고 주장하고 있으나, 실제로는 ⅔지역만을 지배하고 있으며, 약 250만 명의 주민들이 거주하는 것으로 추정된다. 우크라이나 정부에서는 도네츠크 인민공화국과 루간스크 인민공화국을 테러 조직으로 분류하며, 이들이 장악하고 있는 지역을 크림 자치 공화국·세바스토폴과 함께 러시아에 점령된 지역으로 분류한다. 2022년 2월 21일에는 러시아가 도네츠크 인민공화국을 주권 국가로 승인했다. 2022년 9월 30일 러시아 연방에 공식 편입이 선언되었다.

## 역사

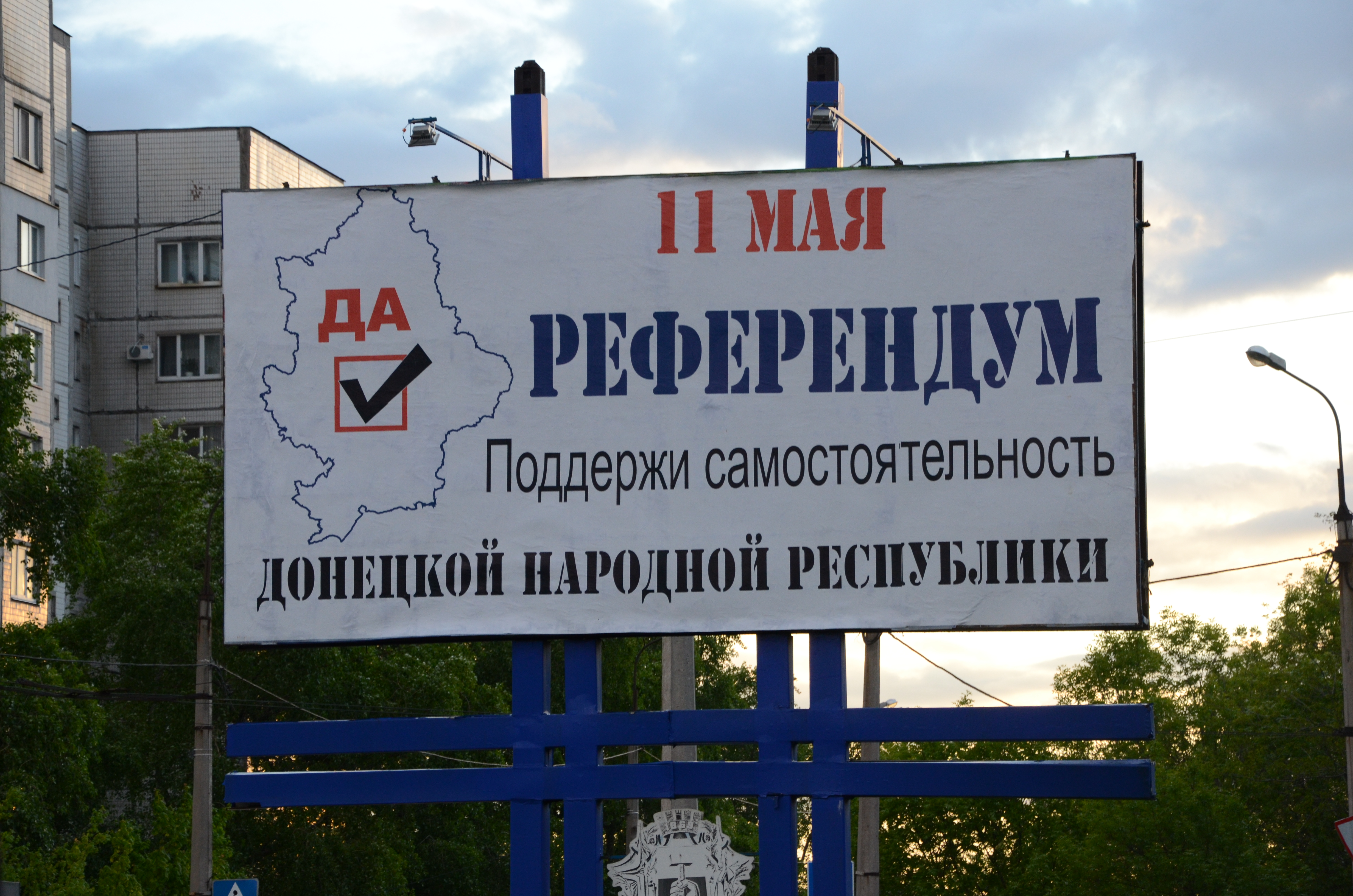
5월 11일의 분리독립 투표에 찬성을 촉구하는 빌보드

2014년 4월 7일, 수백명의 시위대가 도네츠크의 정부청사를 장악하고 주변 도네츠크주의 주변 도시를 점령하고 독립을 선포한 자치공화국이다. 지도자는 "인민의 주지사"라고 불린 파벨 구바레프였는데, 그는 3월 6일 이후 우크라이나 과도정부에 의해 구금 상태에 있었으나, 5월 초 교환 형식으로 석방되었다.
4월 말 독립을 선언한 동쪽의 루간스크 인민공화국과 함께 5월 11일에 분리독립 관련 주민투표를 실시하였다. 그 결과 75%의 유권자가 참여, 89%가 찬성하였다. 12일, 루간스크와 함께 우크라이나로부터의 독립을 공식 선포하였다. 13일, 도네츠크, 루간스크 두 공화국이 통합에 관련한 회담을 시작했다는 소식이 전해졌다. 2014년 5월 24일에 루간스크 인민공화국과 함께 노보로시야 연방국이라는 국가 연합을 결성하였으나, 2015년 5월 20일에 해체되었다.
6월 16일, 도네츠크 인민 공화국 당국은 지역 세무청과 우크라이나 국립은행(NBU)을 장악했다. 2014년 6월 27일에는 조지아에서 분리 독립한 미승인 국가인 남오세티야가 도네츠크 인민공화국을 독립 국가로 승인했다.
동년 4월부터 7월 사이, 도네츠크주의 거의 대부분 지방이 인민 공화국의 세력권이었으나, 우크라이나군의 반격으로 이들 지역의 상당수를 빼앗겼다. 이 반격은 인민 공화국의 세력권을 그저 도네츠크 부근에만 머물게 했다. 그러나 8월, 친러 반군의 재반격으로 다시 어느 정도의 땅을 회복했다. 도네츠크 인민공화국이 도네츠크주의 거의 대부분을 잃었었을지라도, 도네츠크와 호를리우카 등의 주요 도시 지역을 장악하고 있기 때문에, 200만 가량의 도네츠크 주 인구 중 그 과반(過半)을 통치하고 있다.
2014년 9월 5일에는 우크라이나, 러시아, 유럽 안보 협력 기구, 도네츠크 인민공화국, 루간스크 인민공화국 대표가 벨라루스 민스크에서 돈바스 전쟁의 평화적 해결을 위한 민스크 협정을 체결했다. 이 협정은 우크라이나, 러시아, 유럽 안보 협력 기구 3자 접촉 그룹에 의해 초안이 작성되었고, 프랑스, 독일이 중재하는 노르망디 포맷을 통해 이루어졌다. 2015년 2월 12일에는 우크라이나 정부군과 친러시아 분리주의 반군 간의 휴전, 중화기 철수, 우크라이나의 헌법 개정을 통한 자치권 확대, 우크라이나의 국경 통제권 회복과 같이 협정 이행을 위한 내용을 명시한 제2차 민스크 협정이 체결되었다.
이러한 노력에도 불구하고 돈바스 전쟁은 계속되었으며, 2018년 8월 31일에는 도네츠크 인민공화국의 국가수반인 알렉산드르 자하르첸코가 급조폭발물로 사망하였다. 2018년 11월 11일, 돈바스 자체 수반 선거에 데니스 푸실린이 60.85% 득표율로 당선되었다. 이후 11월 20일 데니스 푸실린은 제2대 국가수반 취임식을 가졌다.
2022년 2월 21일에는 러시아의 블라디미르 푸틴 대통령이 도네츠크 인민공화국과 루간스크 인민공화국을 독립 국가로 승인했다. 2022년 2월 25일에는 조지아에서 분리 독립한 미승인 국가인 압하지야가 도네츠크 인민공화국과 루간스크 인민공화국을 독립 국가로 승인했다. 2022년 6월 29일에는 시리아가 도네츠크 인민공화국을 주권 국가로 승인했다. 2022년 7월 13일에는 조선민주주의인민공화국이 도네츠크 인민공화국을 주권 국가로 승인했다.

## 정치

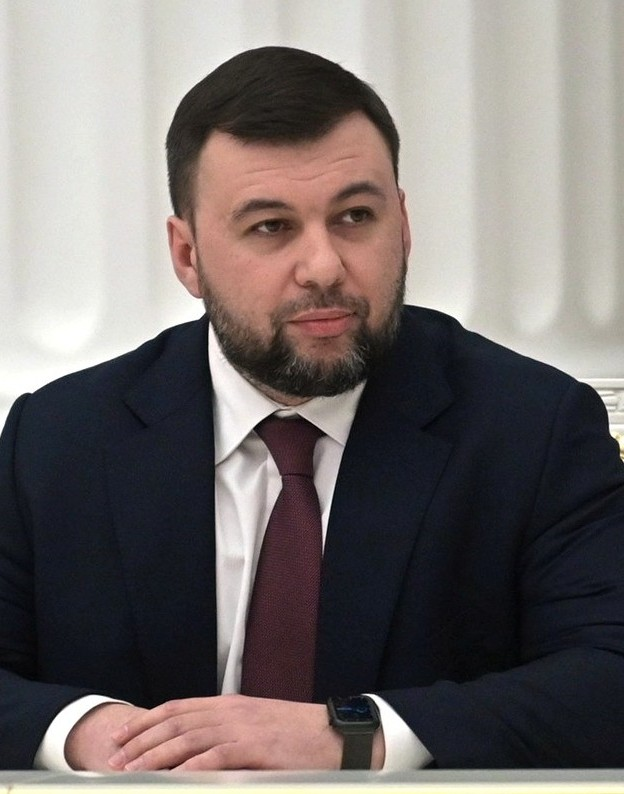
제2대 도네츠크 인민공화국 국가수반 데니스 푸실린

도네츠크 인민공화국은 대통령제 공화국으로 국가수반은 사실상 대통령의 역할을 하는 직책으로 5년 연임의 임기로 시행했다. 의회는 단원제로 운영했다.

### "인민의 주지사"
- 파벨 구바레프 (2014년 3월 3일 ~ 2014년 11월 2일)

2014년 이후 국가수반으로 개편함으로 해당 직책 폐지.

### 국가수반
- 알렉산드르 자하르첸코 (2014년 11월 4일 ~ 2018년 8월 31일)
- 드미트리 트라페츠니코프 (권한대행, 2018년 8월 31일 ~ 2018년 9월 7일)
- 데니스 푸실린 (2018년 9월 7일(권한대행)/11월 20일 ~ 2022년 9월 30일)

### 총리
- 알렉산드르 보로다이 (2014년 5월 ~ 2014년 8월 7일)
- 알렉산드르 자하르첸코 (2014년 8월 7일 ~ 2018년 8월 31일)
- 드미트리 트라페츠니코프(권한대행, 2018년 8월 31일 ~ 2018년 9월 7일)
- 데니스 푸실린 (권한대행, 2018년 9월 7일 ~ 2018년 10월 18일)
- 알렉산드르 아난첸코 (2018년 10월 18일(권한대행)/12월 1일 ~ 2022년 6월 8일)
- 비탈리 홋첸코 (2022년 6월 8일 ~ 2022년 9월 30일)

### 국민의회 의장
- 데니스 푸실린 (2014년 5월 15일 ~ 2014년 7월 18일)
- 블라디미르 마코비치 (권한대행, 2014년 7월 18일 ~ 2014년 7월 23일)
- 보리스 리트비노프 (2014년 7월 23일 ~ 2014년 11월 14일)
- 안드레이 푸르긴 (2014년 11월 14일 ~ 2015년 9월 4일)
- 데니스 푸실린 (2015년 9월 4일 ~ 2018년 9월 14일)
- 올가 마케예바 (권한대행, 2018년 9월 14일 ~ 2018년 11월 20일)
- 블라디미르 비둅카 (2018년 11월 20일 ~ 2022년 9월 30일)

## 같이 보기
- 하리코프 인민공화국
- 루간스크 의회공화국
- 루간스크 인민공화국
- 2014년 우크라이나 친러시아 시위
- 파벨 구바레프
- 도네츠크-크리보이로크 소비에트 공화국
- 유럽의 분리 운동 목록